# Henry A. Barnhart
Henry A. Barnhart, född 11 september 1858 i Cass County i Indiana, död 26 mars 1934 i Rochester i Indiana, var en amerikansk politiker (demokrat). Han var ledamot av USA:s representanthus 1908–1919.
Kongressledamot Abraham L. Brick avled 1908 i ämbetet. Barnhart efterträdde Brick som kongressledamot och efterträddes i sin tur 1919 av Andrew J. Hickey.
Barnhart ligger begravd på Odd Fellows Cemetery i Rochester i Indiana.